# Futuro de um Universo em expansão
A maioria das observações sugere que a expansão do Universo continuará para sempre. A teoria predominante é que o Universo esfriará à medida que se expande, tornando-se frio demais para sustentar a vida. Por esta razão, este cenário futuro popularmente chamado de "Heat Death" (Morte Térmica) agora é conhecido como "Big Chill" (Grande Frio) ou "Big Freeze" (Grande Congelamento).
Se a energia escura, representada pela constante cosmológica, uma densidade de energia constante preenchendo o espaço homogeneamente, ou campos escalares, como quintessência ou módulos, quantidades dinâmicas cuja densidade de energia pode variar no tempo e no espaço, acelera a expansão do Universo, então o espaço entre os aglomerados de galáxias crescerá a uma taxa crescente. O desvio para o vermelho irá esticar os fótons antigos que chegam (até mesmo os raios gama) para comprimentos de onda indetectavelmente longos e baixas energias. Espera-se que as estrelas se formem normalmente por 1012 a 1014 (1-100 trilhões de anos), mas eventualmente o suprimento de gás necessário para a formação de estrelas se esgotará. À medida que as estrelas existentes ficam sem combustível e deixam de brilhar, o Universo se tornará lenta e inexoravelmente mais escuro. De acordo com as teorias que preveem o decaimento de prótons, os remanescentes estelares deixados para trás desaparecerão, deixando para trás apenas buracos negros, que eventualmente desaparecem à medida que emitem radiação Hawking. Em última análise, se o Universo atingir o equilíbrio termodinâmico, um estado no qual a temperatura se aproxima de um valor uniforme, nenhum trabalho adicional será possível, resultando em uma morte térmica final do Universo.

## Cosmologia
A expansão infinita não determina a curvatura espacial geral do Universo. Pode ser aberto (com curvatura espacial negativa), plano ou fechado (curvatura espacial positiva), embora, se estiver fechado, deve haver energia escura suficiente para neutralizar as forças gravitacionais ou então o Universo terminará em um Big Crunch.
Observações da radiação cósmica de fundo pela Wilkinson Microwave Anisotropy Probe e pela missão Planck sugerem que o Universo é espacialmente plano e tem uma quantidade significativa de energia escura. Nesse caso, o Universo deve continuar a se expandir em ritmo acelerado. A aceleração da expansão do Universo também foi confirmada por observações de supernovas distantes. Se, como no modelo de concordância da cosmologia física (Lambda-matéria escura fria ou ΛCDM), a energia escura estiver na forma de uma constante cosmológica, a expansão acabará se tornando exponencial, com o tamanho do Universo dobrando a uma taxa constante.
Se a teoria da inflação for verdadeira, o Universo passou por um episódio dominado por uma forma diferente de energia escura nos primeiros momentos do Big Bang; mas a inflação acabou, indicando uma equação de estado muito mais complicada do que as supostas até agora para a energia escura atual. É possível que a equação de estado da energia escura possa mudar novamente, resultando em um evento que teria consequências extremamente difíceis de parametrizar ou prever.

## História futura
Na década de 1970, o futuro de um Universo em expansão foi estudado pelo astrofísico Jamal Islam e pelo físico Freeman Dyson. Então, em seu livro de 1999 The Five Ages of the Universe (As Cinco Eras do Universo), os astrofísicos Fred Adams e Gregory Laughlin dividiram a história passada e futura de um Universo em expansão em cinco eras. A primeira, a Era Primordial, é a época no passado logo após o Big Bang, quando as estrelas ainda não haviam se formado. A segunda, a Era Estelífera, inclui os dias atuais e todas as estrelas e galáxias agora vistas. É o tempo durante o qual as estrelas se formam a partir de nuvens de gás em colapso. Na Era Degenerada subsequente, as estrelas terão queimado, deixando todos os objetos de massa estelar como remanescentes estelares, anãs brancas, estrelas de nêutrons e buracos negros. Na Era do Buraco Negro, anãs brancas, estrelas de nêutrons e outros objetos astronômicos menores foram destruídos pelo decaimento de prótons, deixando apenas buracos negros. Finalmente, na Era das Trevas, até os buracos negros desapareceram, deixando apenas um gás diluído de fótons e léptons.
Esta história futura e a linha do tempo abaixo assumem a expansão contínua do Universo. Se o espaço no Universo começar a se contrair, eventos subsequentes na linha do tempo podem não ocorrer porque o Big Crunch, o colapso do Universo em um estado quente e denso semelhante ao após o Big Bang, ocorrerá.

## Cronologia

### A Era Estelífera
Do presente até cerca de 1014
```
(100 trilhões) de anos após o Big Bang
```

O universo observável tem atualmente 1.38×1010 (13.8 bilhões de anos). Desta vez é na Era Estelífera. Cerca de 155 milhões de anos após o Big Bang, a primeira estrela se formou. Desde então, as estrelas se formaram pelo colapso de pequenas e densas regiões centrais em grandes e frias nuvens moleculares de gás de hidrogênio. A princípio, isso produz uma protoestrela, que é quente e brilhante por causa da energia gerada pela contração gravitacional. Depois que a protoestrela se contrai por um tempo, seu núcleo pode ficar quente o suficiente para fundir hidrogênio, se exceder a massa crítica, um processo chamado 'ignição estelar', e sua vida como estrela começará adequadamente.
Estrelas de massa muito baixa acabarão por esgotar todo o seu hidrogénio fusível e depois tornar-se-ão anãs brancas de hélio. Estrelas de massa baixa a média, como o nosso próprio Sol, expelirão parte de sua massa como uma nebulosa planetária e eventualmente se tornarão anãs brancas; estrelas mais massivas explodirão em uma supernova de colapso de núcleo, deixando para trás estrelas de nêutrons ou buracos negros. Em qualquer caso, embora parte da matéria da estrela possa ser devolvida ao meio interestelar, um remanescente degenerado será deixado para trás, cuja massa não será devolvida ao meio interestelar. Portanto, o suprimento de gás disponível para a formação de estrelas está se esgotando constantemente.

#### Via Láctea e a Galáxia de Andrômeda se fundem em uma
4-8 bilhões de anos a partir de agora (17.8-21.8 bilhões de anos após o Big Bang)
A Galáxia de Andrômeda está atualmente a aproximadamente 2.5 milhões de anos-luz de distância da nossa galáxia, a Via Láctea, e elas estão se movendo uma em direção à outra a aproximadamente 300 quilômetros por segundo. Aproximadamente 5 bilhões de anos a partir de agora, ou 19 bilhões de anos após o Big Bang, a Via Láctea e a Galáxia de Andrômeda colidirão uma com a outra e se fundirão em uma grande galáxia com base nas evidências atuais (veja, Colisão Andrômeda-Via Láctea). Até 2012, não havia como confirmar se a possível colisão iria acontecer ou não. Em 2012, os pesquisadores chegaram à conclusão de que a colisão é definitiva depois de usar o Telescópio Espacial Hubble entre 2002 e 2010 para rastrear o movimento de Andrômeda. Isso resulta na formação de Milkdromeda (também conhecido como Milkomeda).
22 bilhões de anos no futuro é o fim mais cedo possível do Universo no cenário Big Rip, assumindo um modelo de energia escura com w = −1.5.
O decaimento de falso vácuo pode ocorrer em 20 a 30 bilhões de anos se o campo de Higgs for metaestável.

#### Coalescência do Grupo Local e galáxias fora do Superaglomerado Local não são mais acessíveis
1011
```
(100 bilhões) a 
10
7001120000000000000♠
12

(1 trilhão) de anos
```

As galáxias do Grupo Local, o aglomerado de galáxias que inclui a Via Láctea e a Galáxia de Andrômeda, estão gravitacionalmente ligadas umas às outras. Espera-se que entre 1011
```
(100 bilhões) e 
10
7001120000000000000♠
12

(1 trilhão) de anos, suas 
órbitas
 decairão e todo o Grupo Local se fundirá em uma grande galáxia.
[
5
]
```

Supondo que a energia escura continue a fazer o Universo se expandir em ritmo acelerado, em cerca de 150 bilhões de anos todas as galáxias fora do Superaglomerado Local passarão por trás do horizonte cosmológico. Será então impossível que eventos no Superaglomerado Local afetem outras galáxias. Da mesma forma, será impossível que eventos após 150 bilhões de anos, conforme observados por observadores em galáxias distantes, afetem eventos no Superaglomerado Local. No entanto, um observador no Superaglomerado Local continuará a ver galáxias distantes, mas os eventos que observarem se tornarão exponencialmente mais desviados para o vermelho à medida que a galáxia se aproxima do horizonte até que o tempo na galáxia distante pareça parar. O observador no Superaglomerado Local nunca observa eventos após 150 bilhões de anos em seu tempo local e, eventualmente, toda a luz e radiação de fundo fora do Superaglomerado Local parecerão piscar quando a luz se tornar tão desviada para o vermelho que seu comprimento de onda se tornou maior que o diâmetro físico do horizonte.
Tecnicamente, levará um tempo infinitamente longo para que toda interação causal entre o Superaglomerado Local e esta luz cesse. No entanto, devido ao desvio para o vermelho explicado acima, a luz não será necessariamente observada por uma quantidade infinita de tempo e, após 150 bilhões de anos, nenhuma nova interação causal será observada.
Portanto, após 150 bilhões de anos, o transporte intergaláctico e a comunicação além do Superaglomerado Local se tornam causalmente impossíveis.

#### Luminosidade das galáxias começam a diminuir
8×1011 (800 bilhões) de anos
Daqui a 8×1011 (800 bilhões) de anos, as luminosidades das diferentes galáxias, aproximadamente semelhantes até então às atuais graças ao aumento da luminosidade das estrelas restantes à medida que envelhecem, começarão a diminuir, à medida que a anã vermelha menos massiva estrelas começam a morrer como anãs brancas.

#### Galáxias fora do Superaglomerado Local não são mais detectáveis
2×1012 (2 trilhões) de anos
Daqui a 2×1012 (2 trilhões) de anos, todas as galáxias fora do Superaglomerado Local serão desviadas para o vermelho a tal ponto que mesmo os raios gama que emitem terão comprimentos de onda maiores do que o tamanho do universo observável da época. Portanto, essas galáxias não serão mais detectáveis de forma alguma.

### Era Degenerada
De 1014
```
(100 trilhões) a 
10
7001400000000000000♠
40

(10 duodecilhões) de anos
```

Daqui a 1014
```
(100 trilhões) de anos, a 
formação de estrelas
 terminará,
[
5
]
 deixando todos os objetos estelares na forma de 
remanescentes degenerados
. Se os 
prótons não decaírem
, os objetos de massa estelar desaparecerão mais lentamente, fazendo com que essa era 
dure mais
.
```

#### Formação de estrelas terminará
1012–14
```
(1 a 100 trilhões) de anos
```

Daqui a 1014
```
(100 trilhões) de anos, a 
formação de estrelas
 terminará. Este período, conhecido como a "Era Degenerada", durará até que os 
remanescentes degenerados
 finalmente decaiam.
[
27
]
 As 
estrelas
 menos massivas levam mais tempo para esgotar seu combustível de 
hidrogênio
 (veja a 
evolução estelar
). Assim, as estrelas de vida mais longa do 
Universo
 são 
anãs vermelhas
 de baixa 
massa
, com uma massa de cerca de 0.08 
massas solares
 (
M
☉
), que têm uma vida útil de mais de 
10
7001130000000000000♠
13

(10 trilhões) de anos.
[
28
]
 Coincidentemente, isso é comparável ao período de tempo durante o qual a formação de estrelas ocorre.
[
5
]
 Quando a formação de estrelas terminar e as anãs vermelhas menos massivas esgotarem seu combustível, a 
fusão nuclear
 cessará. As anãs vermelhas de baixa massa esfriarão e se tornarão 
anãs negras
.
[
17
]
 Os únicos objetos remanescentes com massa superior a planetária serão 
anãs marrons
, com massa inferior a 
0.08
 
M
☉
, e remanescentes degenerados; 
anãs brancas
, produzidas por estrelas com massas iniciais entre cerca de 0.08 e 8 massas solares; e 
estrelas de nêutrons
 e 
buracos negros
, produzidos por estrelas com massas iniciais superiores a 
8
 
M
☉
. A maior parte da massa desta coleção, aproximadamente 90%, será na forma de anãs brancas.
[
6
]
 Na ausência de qualquer fonte de energia, todos esses corpos anteriormente luminosos esfriarão e ficarão fracos.
```

O universo ficará extremamente escuro depois que as últimas estrelas queimarem. Mesmo assim, ainda pode haver luz ocasional no universo. Uma das maneiras pelas quais o universo pode ser iluminado é se duas anãs brancas de carbono-oxigênio com uma massa combinada de mais do que o limite de Chandrasekhar de cerca de 1.4 massas solares se fundirem. O objeto resultante sofrerá então uma fusão termonuclear descontrolada, produzindo uma supernova tipo Ia e dissipando a escuridão da Era Degenerada por algumas semanas. Estrelas de nêutrons também podem colidir, formando supernovas ainda mais brilhantes e dissipando até 6 massas solares de gás degenerado no meio interestelar. A matéria resultante dessas supernovas poderia criar novas estrelas. Se a massa combinada não estiver acima do limite de Chandrasekhar, mas for maior que a massa mínima para fundir carbono (cerca de 0.9 M☉), uma estrela de carbono poderia ser produzida, com vida útil de cerca de 106
```
(1 milhão) de anos.
[
14
]
 Além disso, se duas anãs brancas de 
hélio
 com uma massa combinada de pelo menos 
0.3
 
M
☉
 colidem, uma 
estrela de hélio
 pode ser produzida, com uma vida útil de algumas centenas de milhões de anos.
[
14
]
 Finalmente, as anãs marrons podem formar novas estrelas colidindo umas com as outras para formar uma estrela anã vermelha, que pode sobreviver por 
10
7001130000000000000♠
13

(10 trilhões) de anos,
[
28
]
[
29
]
 ou acumular gás a taxas muito lentas do meio interestelar restante até que tenham massa suficiente para começar a 
queimar hidrogênio
 como anãs vermelhas também. Este processo, pelo menos em anãs brancas, poderia induzir supernovas do Tipo Ia também.
[
31
]
```

#### Planetas caem ou são arremessados de órbitas por um encontro próximo com outra estrela
1015
```
(1 quatrilhão) de anos
```

Com o tempo, as órbitas dos planetas decairão devido à radiação gravitacional, ou os planetas serão ejetados de seus sistemas locais por perturbações gravitacionais causadas por encontros com outro remanescente estelar.

#### Remanescentes estelares escapam de galáxias ou caem em buracos negros
1019
```
a 
10
7001200000000000000♠
20

(10 a 100 quintilhões) de anos
```

Ao longo do tempo, os objetos em uma galáxia trocam energia cinética em um processo chamado relaxamento dinâmico, fazendo com que sua distribuição de velocidade se aproxime da distribuição de Maxwell-Boltzmann. O relaxamento dinâmico pode ocorrer tanto por encontros próximos de duas estrelas quanto por encontros distantes menos violentos, mas mais frequentes. No caso de um encontro próximo, duas anãs marrons ou remanescentes estelares passarão perto uma da outra. Quando isso acontece, as trajetórias dos objetos envolvidos no encontro imediato mudam ligeiramente, de tal forma que suas energias cinéticas são mais próximas do que antes. Depois de um grande número de encontros, então, objetos mais leves tendem a ganhar velocidade enquanto os objetos mais pesados a perdem.
Por causa do relaxamento dinâmico, alguns objetos ganharão energia suficiente para atingir a velocidade de escape galáctico e deixar a galáxia, deixando para trás uma galáxia menor e mais densa. Como os encontros são mais frequentes nesta galáxia mais densa, o processo se acelera. O resultado final é que a maioria dos objetos (90% a 99%) são ejetados da galáxia, deixando uma pequena fração (talvez 1% a 10%) que cai no buraco negro supermassivo central. Foi sugerido que a matéria dos restos caídos formará um disco de acreção em torno dele que criará um quasar, desde que haja matéria suficiente lá.

#### Possível ionização da matéria
>1023
```
anos a partir de agora
```

Em um universo em expansão com densidade decrescente e constante cosmológica diferente de zero, a densidade da matéria chegaria a zero, resultando na maior parte da matéria, exceto anãs negras, estrelas de nêutrons, buracos negros e planetas ionizando e dissipando em equilíbrio térmico.

## Futuro com decaimento de prótons
A linha do tempo a seguir assume que os prótons decaem.
Possibilidade: 1032
```
(100 nonilhões) a 
10
7001420000000000000♠
42

(1 tredecilhão) de anos
```

A evolução subsequente do universo depende da possibilidade e taxa de decaimento de prótons. Evidências experimentais mostram que, se o próton é instável, ele tem uma meia-vida de pelo menos 1035
```
anos.
[
37
]
 Algumas das 
teorias da Grande Unificação
 (GUT) preveem instabilidade de prótons a longo prazo entre 
10
7001320000000000000♠
32

e 
10
7001380000000000000♠
38

anos, com o limite superior no decaimento de prótons padrão (não-supersimetria) em 1.4
×
10
7001360000000000000♠
36
 anos e um limite superior geral máximo para qualquer decaimento de prótons (incluindo modelos de 
supersimetria
) em 6
×
10
7001420000000000000♠
42
 anos.
[
38
]
[
39
]
 Pesquisas recentes que mostram o tempo de vida do próton (se instável) no intervalo de 
10
7001360000000000000♠
36

a 
10
7001370000000000000♠
37

anos ou superior excluem GUT mais simples e a maioria dos modelos não supersimétricos.
```

### Núcleões começam a decair
Suspeita-se também que os nêutrons ligados aos núcleos decaiam com uma meia-vida comparável à dos prótons. Planetas (objetos subestelares) decairiam em um processo simples em cascata de elementos mais pesados para hidrogênio puro enquanto irradiavam energia.
Se o próton não decair, os objetos estelares ainda desapareceriam, mas mais lentamente. Veja Futuro sem decaimento de prótons abaixo.
Meias-vidas de prótons mais curtas ou mais longas irão acelerar ou desacelerar o processo. Isso significa que após 1040
```
anos (a meia-vida máxima do próton usada por Adams & Laughlin (1997)), metade de toda a matéria bariônica terá sido convertida em 
fótons
 de 
raios gama
 e 
léptons
 através do 
decaimento de prótons
.
```

### Todos os núcleons decaem
1043
```
(10 tredecilhões) de anos
```

Dada nossa suposta meia-vida de próton, os núcleons (prótons e nêutrons ligados) terão sofrido cerca de 1.000 meias-vidas quando o universo tiver 1043
```
anos. Isso significa que haverá aproximadamente 0.5
1.000
 (aproximadamente 10
−301
```

) de núcleons; como há uma estimativa de 1080
```
prótons atualmente no universo,
[
41
]
 nenhum permanecerá no final da Era Degenerada. Efetivamente, toda a matéria bariônica terá sido transformada em 
fótons
 e 
léptons
. Alguns modelos preveem a formação de átomos de 
positrônio
 estáveis com diâmetros maiores que o diâmetro atual do 
universo observável
 (aproximadamente 6 · 
10
7001340000000000000♠
34

metros)
[
42
]
 em 
10
7001980000000000000♠
98

anos, e que estes, por sua vez, decairão para 

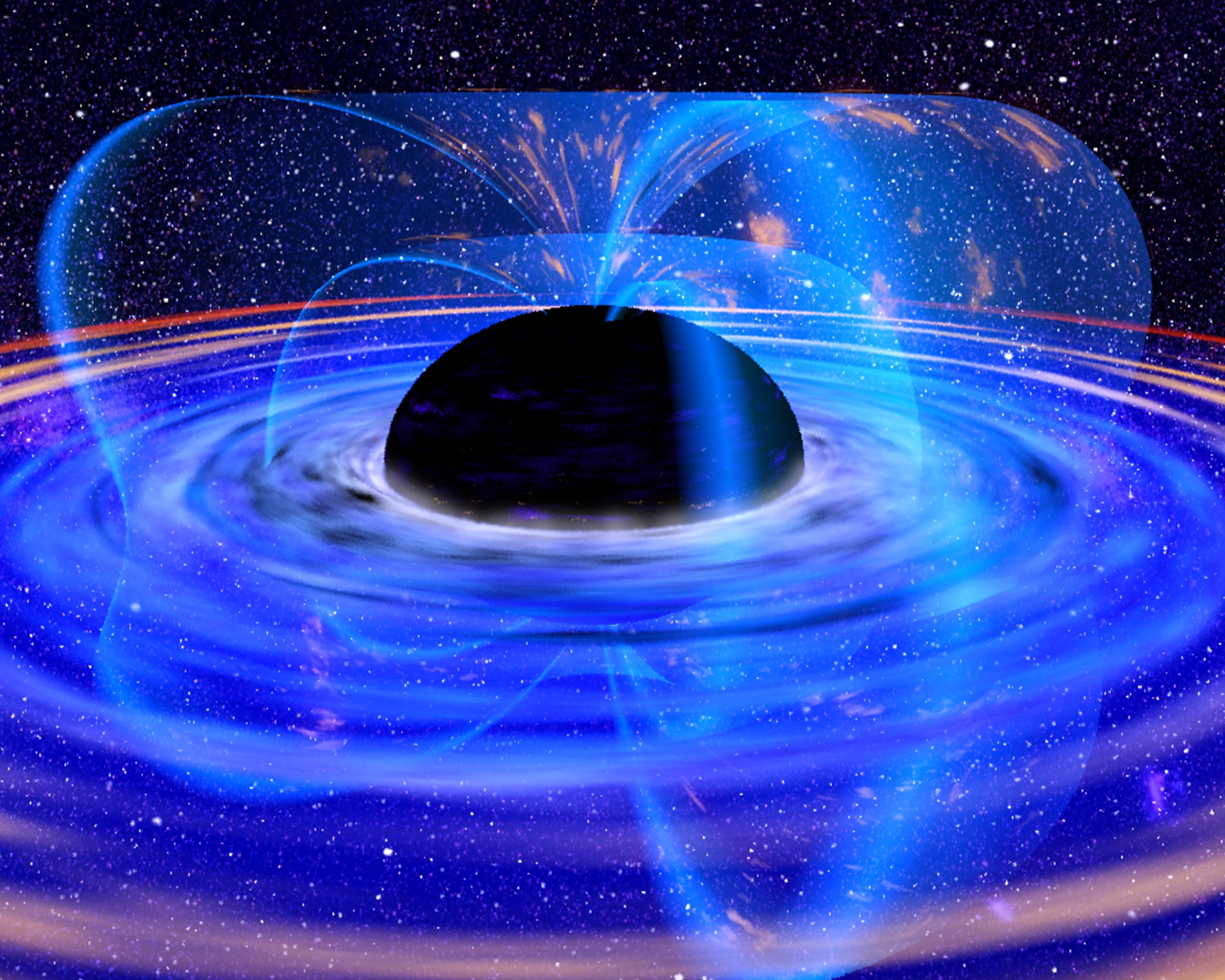
Os buracos negros supermassivos são tudo o que resta das galáxias, uma vez que todos os prótons decaem, mas mesmo esses gigantes não são imortais

radiação gama
 em 
10
7002176000000000000♠
176

anos.
[
5
]
[
6
]
```

### Se os prótons decaem em processos nucleares de ordem superior
Possibilidade: 1076
```
a 
10
7002220000000000000♠
220

de anos
```

Se o próton não decair de acordo com as teorias descritas acima, a Era Degenerada durará mais e se sobreporá ou ultrapassará a Era do Buraco Negro. Em uma escala de tempo de 1065
```
de anos, a matéria sólida é teorizada para potencialmente reorganizar seus 
átomos
 e 
moléculas
 via 
tunelamento quântico
, e pode se comportar como líquido e se tornar 
esferas
 lisas devido à difusão e 
gravidade
.
[
13
]
 Objetos estelares degenerados podem potencialmente ainda sofrer 
decaimento de prótons
, por exemplo, por meio de processos envolvendo a 
anomalia Adler-Bell-Jackiw
, 
buracos negros virtuais
 ou 
supersimetria
 de dimensão superior, possivelmente com uma 
meia-vida
 inferior a 
10
7002220000000000000♠
220

de anos.
[
5
]
```

>10145
```
anos a partir de agora
```

Estimativa de 2018 da vida útil do Modelo Padrão antes do colapso de um falso vácuo; O intervalo de confiança de 95% é de 1065
```
a 
10
7002725000000000000♠
725

e anos devido em parte à incerteza sobre a 
massa
 do 
quark
 top.
[
43
]
```

>10200
```
anos a partir de agora
```

Embora os prótons sejam estáveis na física do Modelo Padrão, uma anomalia quântica pode existir no nível eletrofraco, o que pode fazer com que grupos de bárions (prótons e nêutrons) se aniquilem em antiléptons através da transição esfaleron. Tais violações de bárions/léptons têm número 3 e só podem ocorrer em múltiplos ou grupos de três bárions, o que pode restringir ou proibir tais eventos. Nenhuma evidência experimental de esfaleron ainda foi observada em baixos níveis de energia, embora se acredite que ocorram regularmente em altas energias e temperaturas.

### Era do Buraco Negro

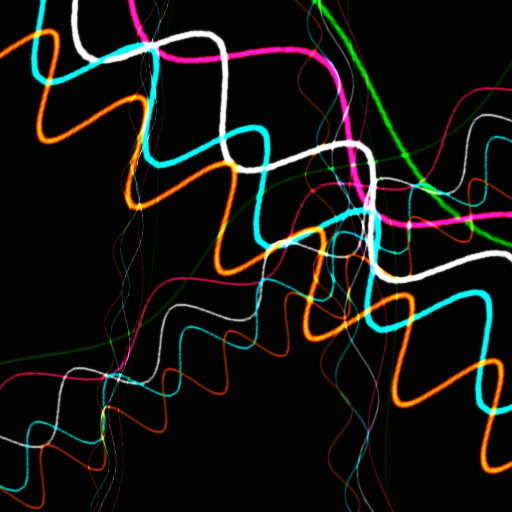
O fóton, elétron, pósitron e neutrino são agora os remanescentes finais do universo enquanto o último dos buracos negros supermassivos evaporam

1043
```
(10 tredecilhões) de anos a aproximadamente 
10
7002100000000000000♠
100

(1 
googol
) de anos, até 
10
7002110000000000000♠
110

de anos para os maiores 
buracos negros supermassivos
```

Após 1043
```
de anos, os 
buracos negros
 dominarão o 
universo
. Eles vão evaporar lentamente através da 
radiação Hawking
.
[
5
]
 Um buraco negro com uma 
massa
 de cerca de 
1
 
M
☉
 desaparecerá em cerca de 2
×
10
7001640000000000000♠
64
 de anos. Como o tempo de vida de um buraco negro é proporcional ao cubo de sua massa, buracos negros mais massivos levam mais tempo para decair. Um 
buraco negro supermassivo
 com uma massa de 
10
7001110000000000000♠
11

(100 bilhões) de 
massas solares
 evaporará em cerca de 2
×
10
7001930000000000000♠
93
 de anos.
[
45
]
```

Prevê-se que os maiores buracos negros do universo continuem a crescer. Buracos negros maiores de até 1014
```
(100 trilhões) de massas solares podem se formar durante o colapso de 
superaglomerados de galáxias
. Mesmo estes evaporariam em uma escala de tempo de 1010910
7002109000000000000♠
109
```

 a 10110
```
de anos.
```

A radiação Hawking tem um espectro térmico. Durante a maior parte da vida de um buraco negro, a radiação tem uma temperatura baixa e está principalmente na forma de partículas sem massa, como fótons e grávitons hipotéticos. À medida que a massa do buraco negro diminui, sua temperatura aumenta, tornando-se comparável à do Sol quando a massa do buraco negro diminui para 1019
```
kg. O buraco fornece uma fonte temporária de luz durante a escuridão geral da Era do Buraco Negro. Durante os últimos estágios de sua evaporação, um buraco negro emitirá não apenas partículas sem massa, mas também partículas mais pesadas, como 
elétrons
, 
pósitrons
, 
prótons
 e 
antiprótons
.
[
14
]
```

### Era das Trevas e Era dos Fótons
A partir de 10100
```
de anos (10 duotrigintilhões de anos ou 1 
googol
 de anos)
```

Depois que todos os buracos negros tiverem evaporado (e depois que toda a matéria comum feita de prótons se desintegrar, se os prótons forem instáveis), o universo estará quase vazio. Fótons, bárions, neutrinos, elétrons e pósitrons voarão de um lugar para outro, quase nunca se encontrando. Gravitacionalmente, o universo será dominado por matéria escura, elétrons e pósitrons (não prótons).
Nesta era, com apenas matéria muito difusa remanescente, a atividade no universo terá diminuído drasticamente (em comparação com eras anteriores), com níveis de energia muito baixos e escalas de tempo muito grandes. Elétrons e pósitrons vagando pelo espaço se encontrarão e ocasionalmente formarão átomos de positrônio. Essas estruturas são instáveis, no entanto, e suas partículas constituintes devem eventualmente se aniquilar. No entanto, a maioria dos elétrons e pósitrons permanecerão livres. Outros eventos de aniquilação de baixo nível também ocorrerão, embora muito lentamente. O universo agora atinge um estado de energia extremamente baixa.

## Futuro sem decaimento de prótons
Se os prótons não decaírem, os objetos de massa estelar ainda se tornarão buracos negros, mas mais lentamente. A linha do tempo a seguir assume que o decaimento de prótons não ocorre.
10139
```
de anos a partir de agora
```

Estimativa de 2018 da vida útil do Modelo Padrão antes do colapso de um falso vácuo; O intervalo de confiança de 95% é de 1058
```
a 
10
7002241000000000000♠
241

de anos devido em parte à incerteza sobre a 
massa
 do 
quark
 top.
[
43
]
```

### Era Degenerada

#### Matéria decai em ferro
101100
```
a 
10
7004320000000000000♠
32
000

de anos a partir de agora
```

Em 101500
```
de anos, a 
fusão a frio
 ocorrendo via 
tunelamento quântico
 deve fazer com que os 
núcleos
 leves em objetos de massa estelar se fundam em núcleos de 
ferro-56
 (veja 
isótopos de ferro
). A 
fissão
 e a emissão de 
partículas alfa
 devem fazer com que os núcleos pesados também decaiam em ferro, deixando objetos de massa estelar como esferas frias de ferro, chamadas 
estrelas de ferro
.
[
13
]
 Antes que isso aconteça, em algumas 
anãs negras
, espera-se que o processo diminua seu 
limite de Chandrasekhar
, resultando em uma 
supernova
 em 
10
7003110000000000000♠
1100

de anos. Calculou-se que o 
silício
 não degenerado pode escavar um túnel para o 
ferro
 em aproximadamente 
10
7004320000000000000♠
32
000

de anos.
[
49
]
```

### Era do Buraco Negro

#### Colapso de estrelas de ferro em buracos negros
101030
```
a 
10
10
7002105000000000000♠
105

de anos a partir de agora
```

O tunelamento quântico também deve transformar objetos grandes em buracos negros, que (nessas escalas de tempo) evaporarão instantaneamente em partículas subatômicas. Dependendo das suposições feitas, o tempo que isso leva para acontecer pode ser calculado de 101026
```
de anos a 
10
10
7001760000000000000♠
76

de anos. O tunelamento quântico também pode fazer com que as 
estrelas de ferro
 colapsem em 
estrelas de nêutrons
 em cerca de 
10
10
7001760000000000000♠
76

de anos.
[
13
]
```

### Era Escura (sem decaimento de prótons)
1010105
```
a 
10
10
7002120000000000000♠
120

de anos a partir de agora
```

Com os buracos negros evaporando, toda a matéria bariônica terá agora decaído em partículas subatômicas (elétrons, nêutrons, prótons e quarks). O universo é agora um vácuo quase puro (possivelmente acompanhado da presença de um falso vácuo). A expansão do universo lentamente o esfria até o zero absoluto.

## Além
Além de 102500
```
de anos se ocorrer decaimento de prótons, ou 
10
10
7001760000000000000♠
76

de anos sem decaimento de prótons
```

É possível que um evento Big Rip possa ocorrer em um futuro distante. Essa singularidade ocorreria em um fator de escala finito.
Se o estado de vácuo atual for um vácuo falso, o vácuo pode decair para um estado de energia mais baixa.
Presumivelmente, estados extremos de baixa energia implicam que eventos quânticos localizados se tornem grandes fenômenos macroscópicos em vez de eventos microscópicos desprezíveis porque as menores perturbações fazem a maior diferença nesta era, então não há como dizer o que pode acontecer com o espaço ou o tempo. Percebe-se que as leis da "macrofísica" serão quebradas e as leis da física quântica prevalecerão.
O universo poderia evitar a morte eterna por calor através de tunelamento quântico aleatório e flutuações quânticas, dada a probabilidade diferente de zero de produzir um novo Big Bang em aproximadamente 10101056
```
de anos.
[
53
]
```

Ao longo de uma quantidade infinita de tempo, pode haver uma diminuição espontânea da entropia, por uma recorrência de Poincaré ou por flutuações térmicas (veja também o Teorema de flutuação).
Anãs negras massivas também podem explodir em supernovas depois de até 1032000
```
de anos, assumindo que os 
prótons
 não decaem.
[
57
]
```

As possibilidades acima são baseadas em uma forma simples de energia escura. No entanto, a física da energia escura ainda é uma área de pesquisa muito ativa, e a forma real da energia escura pode ser muito mais complexa. Por exemplo, durante a inflação, a energia escura afetou o universo de maneira muito diferente do que hoje, então é possível que a energia escura possa desencadear outro período inflacionário no futuro. Até que a energia escura seja melhor compreendida, seus possíveis efeitos são extremamente difíceis de prever ou parametrizar.